# Джекі (фільм, 2016)
«Джекі» (англ. Jackie) — американський біографічно-драматичний фільм, знятий Пабло Ларраїном. Світова прем'єра стрічки відбулась 7 вересня 2016 року на Венеційському кінофестивалі. Фільм розповідає про Жаклін Кеннеді, вдову президента США Джона Кеннеді. Перша частина трилогії Пабло Ларраїна про визначних жінок в історії («Джекі» → «Спенсер: Таємниця принцеси Діани» → «Марія»).

## У ролях
- Наталі Портман — Жаклін Кеннеді
- Пітер Сарсґаард — Роберт Кеннеді
- Ґрета Ґервіґ — Ненсі Такермен
- Річард Грант — Білл Волтон
- Каспар Філліпсон — Джон Кеннеді
- Джон Керролл Лінч — Ліндон Джонсон
- Бет Грант — Леді Бьорд Джонсон
- Макс Каселла — Джек Валенті
- Біллі Крудап — журналіст
- Джон Гарт — священик
- Корі Джонсон — Ларрі О'Браєн
- Джулі Джадд — Роза Кеннеді

## Виробництво
Зйомки фільму почались 15 грудня 2015 року в Парижі.

## Нагороди й номінації
| Список нагород і номінацій     | Список нагород і номінацій | Список нагород і номінацій | Список нагород і номінацій | Список нагород і номінацій | Список нагород і номінацій |
| Кінопремія                     | Дата церемонії             | Категорія                  | Номінант(и)                | Результат                  | Дж                         |
| ------------------------------ | -------------------------- | -------------------------- | -------------------------- | -------------------------- | -------------------------- |
| Асоціація кінокритиків Остіна  | 28 грудня 2016             | Найкраща акторка           | Наталі Портман             | Номінація                  | [ 5 ] [ 6 ]                |
| Асоціація кінокритиків Остіна  | 28 грудня 2016             | Найкращий оператор         | Стефан Фонтейн             | Номінація                  | [ 5 ] [ 6 ]                |
| Асоціація кінокритиків Остіна  | 28 грудня 2016             | Найкраща музика            | Міка Лівай                 | Номінація                  | [ 5 ] [ 6 ]                |
| Венеційський кінофестиваль     | 10 вересня 2016            | «Золотий лев»              | «Джекі»                    | Номінація                  |                            |
| Кінопремія Голлівуду           | 6 листопада 2016           | Найкраща акторка           | Наталі Портман             | Перемога                   | [ 7 ]                      |
| Кінопремія «Готем»             | 28 листопада 2016          | Найкраща акторка           | Наталі Портман             | Перемога                   | [ 8 ] [ 9 ]                |
| Премія AACTA                   | 6 січня 2017               | Найкраща акторка           | Наталі Портман             | Номінація                  | [ 10 ] [ 11 ]              |
| Премія БАФТА                   | 12 лютого 2017             | Найкраща акторка           | Наталі Портман             | Номінація                  | [ 12 ]                     |
| Премія БАФТА                   | 12 лютого 2017             | Найкраща музика            | Міка Лівай                 | Номінація                  | [ 12 ]                     |
| Премія БАФТА                   | 12 лютого 2017             | Найкращий дизайн костюмів  | Медлін Фонтейн             | Перемога                   | [ 12 ]                     |
| Премія Гільдії кіноакторів США | 29 січня 2017              | Найкраща акторка           | Наталі Портман             | Номінація                  | [ 13 ]                     |
| Премія «Золотий глобус»        | 8 січня 2017               | Найкраща акторка (драма)   | Наталі Портман             | Номінація                  | [ 14 ] [ 15 ]              |
| Премія «Незалежний дух»        | 25 лютого 2017             | Найкращий фільм            | «Джекі»                    | Номінація                  | [ 16 ]                     |
| Премія «Незалежний дух»        | 25 лютого 2017             | Найкращий режисер          | Пабло Ларраін              | Номінація                  | [ 16 ]                     |
| Премія «Незалежний дух»        | 25 лютого 2017             | Найкраща акторка           | Наталі Портман             | Номінація                  | [ 16 ]                     |
| Премія «Незалежний дух»        | 25 лютого 2017             | Найкращий монтажер         | Себастьян Супулведа        | Номінація                  | [ 16 ]                     |